# Start Częstochowa
Start Częstochowa – polski klub sztuk walki z siedzibą w Częstochowie.

## Historia
Klub powstał w 1950 r. po reorganizacji KS Ogniwo. Pierwszym trenerem był Wincenty Szyiński. Pod koniec lat 60. XX w. dołączył do niego Marian Chudy. Pod ich wodzą pod koniec lat 70. Start awansował do II ligi. Nowym trenerem został Janusz Jeleń. Ze względów ekonomicznych klub nie awansował do najwyższej klasy rozgrywkowej. Oprócz sekcji bokserskiej funkcjonują także sekcje judo, kick-boxingu i karate.

## Zawodnicy
W latach 1955–1959 zawodnikiem klubu był dwukrotny mistrz olimpijski w boksie Jerzy Kulej, który w barwach klubu w 1958 r. zdobył mistrzostwo Polski Juniorów. Zawodnik klubu Anatol Kozak zdobył brązowy medal na Mistrzostwach Polski w Boksie w 1958 r. Zawodnikami klubu byli bokserzy Mirosław Wawrzyniak oraz Robert Parzęczewski. 